# Organización territorial de Islandia

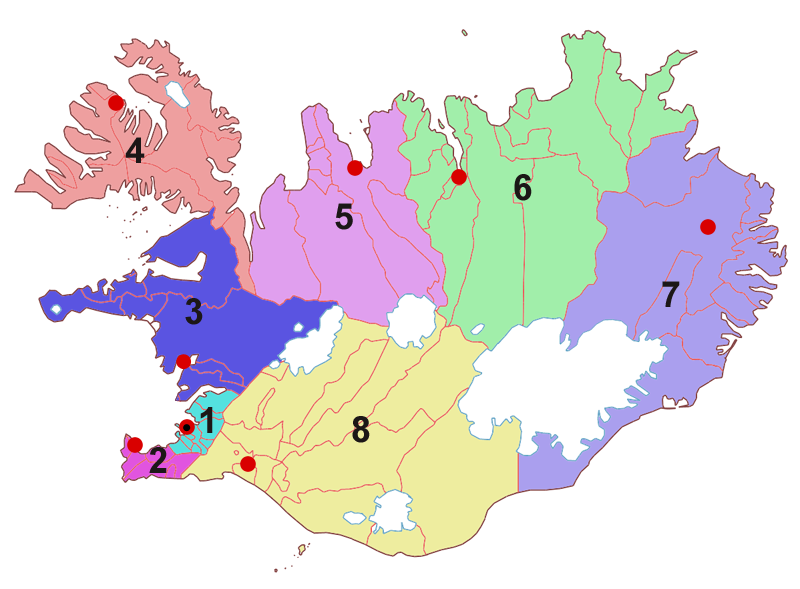
Regiones de Islandia.

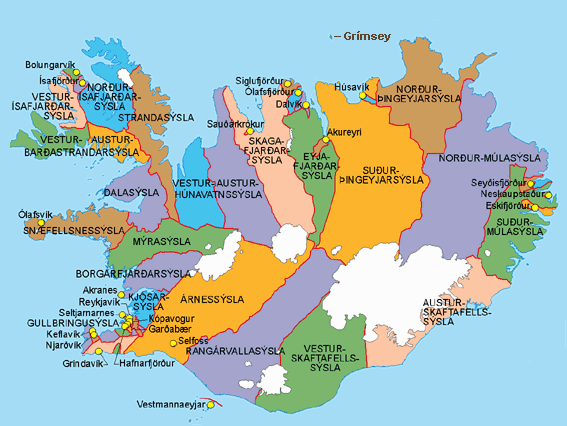
Condados de Islandia y sus ciudades autónomas.

Las divisiones administrativas de Islandia son las siguientes:
23 condados (sýslur – singular: sýsla) y 14 ciudades independientes (kaupstaðir, singular – kaupstaður).
Condados (syslur – singular: sýsla):

- Árnessýsla
- Austur-Barðastrandarsýsla
- Austur-Húnavatnssýsla
- Austur-Skaftafellssýsla
- Borgarfjarðarsýsla
- Dalasýsla
- Eyjafjarðarsýsla
- Gullbringusýsla
- Kjósarsýsla
- Mýrasýsla
- Norður-Ísafjarðarsýsla
- Norður-Múlasýsla
- Norður-Þingeyjarsýsla
- Rangárvallasýsla
- Skagafjarðarsýsla
- Snæfellsnes-og Hnappadalssýsla
- Strandasýsla
- Suður-Múlasýsla
- Suður-Þingeyjarsýsla
- Vestur-Barðastrandarsýsla
- Vestur-Húnavatnssýsla
- Vestur-Ísafjarðarsýsla
- Vestur-Skaftafellssýsla

Ciudades independientes (kaupstaðir, singular – kaupstaður):

- Akranes
- Akureyri
- Hafnarfjörður
- Húsavík
- Ísafjörður
- Keflavík
- Kópavogur
- Neskaupstaður
- Ólafsfjörður
- Reikiavik
- Sauðárkrókur
- Seyðisfjörður
- Siglufjörður
- Vestmannaeyjar